# 大落坡反偷袭战旧址
大落坡反偷袭战旧址，位于中华人民共和国山西省晋中市寿阳县马首乡大落坡村，已列为山西省文物保护单位。

## 保护
2021年8月4日，大落坡反偷袭战旧址由山西省人民政府公布为第六批山西省文物保护单位，编号6-300。